# Ladislav Švanda
Ladislav Švanda, född den 14 februari 1959, är en tjeckisk före detta längdåkare som var aktiv mellan 1982 och 1990. Vid OS i Calgary 1988 var han med i det tjeckiska stafettlag som kom trea. Han har även ett brons från VM 1989 i Lahtis, också det i stafett.